# Championnat du Guatemala de football 1997-1998
Navigation
Saison précédente Saison suivante
La Liga Nacional 1997-1998 est la quarante-sixième édition de la première division guatémaltèque.
Lors de ce tournoi, le CSD Comunicaciones a conservé son titre de champion du Guatemala face aux onze meilleurs clubs guatémaltèques.
Chacun des douze clubs participant était confronté deux fois aux onze autres équipes. Puis les six meilleurs et les six derniers se sont affrontés deux fois de plus lors de la seconde phase du championnat.
Il n'y avait aucune place qualificative pour la Coupe des champions de la CONCACAF lors de cette saison en raison du changement de format de la compétition continentale en 1999, deux places pour la Coupe des vainqueurs de coupe de la CONCACAF ont été néanmoins attribuées au vainqueur et au finaliste de la Copa AC Delco.

## Les 12 clubs participants
| \| Guatemala: Aurora FC Azucareros CSD Comunicaciones CSD Municipal Guatemala CD Chimaltenango Cobán Imperial Guatemala Juventud Escuintleca Guatemala CSD Sacachispas Deportivo Suchitepéquez Tally Juventud Catolica Xelaju MC Deportivo Zacapa \| Localisation des clubs engagés dans le championnat. |
| Guatemala: Aurora FC Azucareros CSD Comunicaciones CSD Municipal Guatemala CD Chimaltenango Cobán Imperial Guatemala Juventud Escuintleca Guatemala CSD Sacachispas Deportivo Suchitepéquez Tally Juventud Catolica Xelaju MC Deportivo Zacapa                                                           |

Ce tableau présente les douze équipes qualifiées pour disputer le championnat 1997-1998. On y trouve le nom des clubs, le nom des stades dans lesquels ils évoluent ainsi que la capacité et la localisation de ces derniers.
| Club                    | Stade                        | Capacité          | Ville          |
| Aurora FC               | Stade de l'Ejército          | 13 300            | Guatemala City |
| Azucareros              | Stade inconnu                | Capacité inconnue | Guatemala City |
| CD Chimaltenango        | Stade inconnu                | Capacité inconnue | Chimaltenango  |
| Cobán Imperial          | Stade Verapaz                | 15 000            | Cobán          |
| CSD Comunicaciones      | Stade Mateo Flores           | 30 000            | Guatemala City |
| Juventud Escuintleca    | Stade Ricardo Muñoz Gálvez   | 3 000             | Escuintla      |
| CSD Municipal           | Stade Mateo Flores           | 30 000            | Guatemala City |
| CSD Sacachispas (en)    | Stade Las Victorias          | 9 000             | Chiquimula     |
| Deportivo Suchitepéquez | Stade Carlos Salazar Hijo    | 12 000            | Mazatenango    |
| Tally Juventud Catolica | Stade inconnu                | Capacité inconnue | Puerto Barrios |
| Xelaju MC               | Stade Mario Camposeco        | 11 000            | Quetzaltenango |
| Deportivo Zacapa        | Stade David Ordoñez Bardales | 10 000            | Zacapa         |

## Compétition
La compétition se déroule en trois phases:
- Le phase régulière : vingt-deux journées de championnat.
- La seconde phase : dix journées de championnat entre les six meilleures et les six moins bonnes équipes de la phase régulière.
- La finale : si le leader de la phase régulière et de la seconde phase sont différents, les deux équipes s'affrontent pour désigner le champion de la saison.

### Phase régulière
Lors de la phase régulière les douze équipes affrontent à deux reprises les onze autres équipes selon un calendrier tiré aléatoirement.
Les six meilleures équipes sont qualifiées pour le groupe des champions et les six moins bonnes pour le groupe de relégation.
Le premier est également qualifié pour la finale du championnat.
Le classement est établi sur le barème de points classique (victoire à 3 points, match nul à 1, défaite à 0).
Le départage final se fait selon les critères suivants :
- Le nombre de points.
- La différence de buts générale.
- Le nombre de buts marqué.

#### Classement
| Rang | Équipe                  | Pts | J  | G  | N  | P  | Bp | Bc | Diff |
| ---- | ----------------------- | --- | -- | -- | -- | -- | -- | -- | ---- |
| 1    | CSD Comunicaciones T    | 48  | 22 | 15 | 3  | 4  | 46 | 17 | +29  |
| 2    | Cobán Imperial P        | 40  | 22 | 11 | 7  | 4  | 35 | 23 | +12  |
| 3    | CSD Municipal           | 38  | 22 | 11 | 5  | 6  | 30 | 21 | +9   |
| 4    | Xelaju MC               | 34  | 22 | 8  | 10 | 4  | 21 | 17 | +4   |
| 5    | Aurora FC               | 33  | 22 | 8  | 9  | 5  | 28 | 22 | +6   |
| 6    | Deportivo Suchitepéquez | 30  | 22 | 8  | 6  | 8  | 34 | 28 | +6   |
| 7    | Juventud Escuintleca    | 26  | 22 | 7  | 5  | 10 | 29 | 43 | -14  |
| 8    | CSD Sacachispas (en)    | 25  | 22 | 6  | 7  | 9  | 21 | 24 | -3   |
| 9    | Tally Juventud Catolica | 25  | 22 | 7  | 4  | 11 | 21 | 35 | -14  |
| 10   | Azucareros              | 22  | 22 | 5  | 7  | 10 | 29 | 31 | -2   |
| 11   | Deportivo Zacapa        | 20  | 22 | 4  | 8  | 10 | 25 | 32 | -7   |
| 12   | CD Chimaltenango P      | 16  | 22 | 3  | 7  | 12 | 19 | 45 | -26  |

| Légende : Qualifications et relégations | Légende : Qualifications et relégations          |
| --------------------------------------- | ------------------------------------------------ |
|                                         | Qualifié pour le groupe des champions            |
|                                         | Qualifié pour le groupe de relégation            |
|                                         | T Tenant du titre P Promu de la saison 1996-1997 |

#### Matchs
| Résultats (▼dom., ►ext.)                                   | Aur | Azu | Chi | Cob | Com | Esc | Mun | Sac | Suc | Tal | Xel | Zac |
| Aurora FC                                                  |     | 2-0 | 3-0 | 2-2 | 1-0 | 1-3 | 1-0 | 1-1 | 2-1 | 2-0 | 1-1 | 1-1 |
| Azucareros                                                 | 0-0 |     | 5-1 | 1-1 | 3-4 | 0-1 | 0-1 | 2-0 | 3-1 | 3-1 | 1-1 | 3-2 |
| CD Chimaltenango                                           | 1-1 | 2-2 |     | 1-1 | 0-4 | 1-0 | 0-2 | 0-1 | 2-1 | 3-0 | 1-2 | 1-1 |
| Cobán Imperial                                             | 1-1 | 2-1 | 4-0 |     | 1-1 | 2-0 | 2-1 | 2-1 | 2-1 | 0-0 | 1-0 | 3-1 |
| CSD Comunicaciones                                         | 1-2 | 3-2 | 4-0 | 3-1 |     | 3-0 | 3-0 | 3-2 | 3-1 | 3-0 | 2-1 | 2-0 |
| Juventud Escuintleca                                       | 1-1 | 3-3 | 3-2 | 0-2 | 0-3 |     | 2-1 | 1-5 | 2-0 | 3-2 | 1-1 | 3-1 |
| CSD Municipal                                              | 1-0 | 1-0 | 2-2 | 2-1 | 0-2 | 1-1 |     | 1-0 | 4-0 | 4-0 | 1-1 | 2-1 |
| CSD Sacachispas (en)                                       | 1-0 | 0-0 | 3-0 | 0-3 | 1-1 | 1-1 | 1-1 |     | 0-0 | 1-0 | 0-0 | 2-1 |
| Deportivo Suchitepéquez                                    | 3-2 | 0-0 | 3-0 | 3-0 | 0-0 | 2-1 | 2-3 | 3-0 |     | 3-0 | 1-1 | 5-1 |
| Tally Juventud Catolica                                    | 2-1 | 1-0 | 1-1 | 2-2 | 0-1 | 4-2 | 2-1 | 2-1 | 0-2 |     | 2-0 | 2-1 |
| Xelaju MC                                                  | 0-1 | 1-0 | 2-1 | 1-0 | 1-0 | 3-1 | 0-0 | 1-0 | 1-1 | 1-0 |     | 1-1 |
| Deportivo Zacapa                                           | 2-2 | 3-0 | 0-0 | 1-2 | 1-0 | 4-0 | 0-1 | 1-0 | 1-1 | 0-0 | 1-1 |     |
| - Victoire à domicile - Match nul - Victoire à l'extérieur |     |     |     |     |     |     |     |     |     |     |     |     |

### Seconde phase
Lors de la seconde phase les six équipes de chaque groupe affrontent à deux reprises les cinq autres équipes de leur groupe selon un calendrier tiré aléatoirement.
Le premier du groupe des champions est qualifié pour la finale du championnat.
Le dernier du groupe de relégation est directement relégué en Primera División de Guatemala alors que les trois clubs le précédents passe par des barrages face à des clubs de seconde division.
Le classement est établi sur le barème de points classique (victoire à 3 points, match nul à 1, défaite à 0).
Le départage final se fait selon les critères suivants :
- Le nombre de points.
- La différence de buts générale.
- Le nombre de buts marqué.

#### Classement
| Rang | Équipe                  | Pts | J  | G | N | P | Bp | Bc | Diff |
| ---- | ----------------------- | --- | -- | - | - | - | -- | -- | ---- |
| 1    | CSD Comunicaciones T    | 23  | 10 | 7 | 2 | 1 | 19 | 7  | +12  |
| 2    | Aurora FC               | 19  | 10 | 5 | 4 | 1 | 13 | 9  | +4   |
| 3    | Cobán Imperial P        | 12  | 10 | 3 | 3 | 4 | 13 | 14 | -1   |
| 4    | CSD Municipal           | 11  | 10 | 3 | 2 | 5 | 12 | 14 | -2   |
| 5    | Xelaju MC               | 11  | 10 | 3 | 2 | 5 | 10 | 13 | -3   |
| 6    | Deportivo Suchitepéquez | 7   | 10 | 2 | 1 | 7 | 12 | 22 | -10  |

| Rang | Équipe                  | Pts | J  | G | N | P | Bp | Bc | Diff |
| ---- | ----------------------- | --- | -- | - | - | - | -- | -- | ---- |
| 1    | Tally Juventud Catolica | 17  | 10 | 4 | 5 | 1 | 17 | 9  | +8   |
| 2    | Deportivo Zacapa        | 15  | 10 | 3 | 6 | 1 | 13 | 7  | +6   |
| 3    | Azucareros              | 15  | 10 | 4 | 3 | 3 | 16 | 14 | +2   |
| 4    | CSD Sacachispas (en)    | 13  | 10 | 3 | 4 | 3 | 11 | 15 | -4   |
| 5    | Juventud Escuintleca    | 10  | 10 | 2 | 4 | 4 | 13 | 18 | -5   |
| 6    | CD Chimaltenango P      | 8   | 10 | 2 | 2 | 6 | 6  | 13 | -7   |

| Légende : Qualifications et relégations | Légende : Qualifications et relégations                                    |
| --------------------------------------- | -------------------------------------------------------------------------- |
|                                         | Coupe des vainqueurs de coupe de la CONCACAF 1998 (Phase de qualification) |
|                                         | Qualifié pour les barrages de promotion/relégation                         |
|                                         | Relégué en Primera División de Guatemala                                   |
|                                         | T Tenant du titre P Promu de la saison 1996-1997                           |

#### Matchs
| Résultats (▼dom., ►ext.)                                   | Aur | Cob | Com | Mun | Suc | Xel |
| Aurora FC                                                  |     | 1-0 | 0-1 | 2-1 | 1-1 | 1-1 |
| Cobán Imperial                                             | 2-3 |     | 0-0 | 2-0 | 6-2 | 1-0 |
| CSD Comunicaciones                                         | 1-1 | 5-1 |     | 2-3 | 1-0 | 2-1 |
| CSD Municipal                                              | 1-1 | 0-0 | 1-2 |     | 4-2 | 2-0 |
| Deportivo Suchitepéquez                                    | 1-2 | 2-0 | 0-2 | 2-0 |     | 2-3 |
| Xelaju MC                                                  | 0-1 | 1-1 | 0-3 | 1-0 | 3-0 |     |
| - Victoire à domicile - Match nul - Victoire à l'extérieur |     |     |     |     |     |     |

| Résultats (▼dom., ►ext.)                                   | Azu | Chi | Esc | Sac | Tal | Zac |
| Azucareros                                                 |     | 3-0 | 2-1 | 3-3 | 4-1 | 1-1 |
| CD Chimaltenango                                           | 1-2 |     | 0-1 | 2-0 | 0-0 | 1-1 |
| Juventud Escuintleca                                       | 2-1 | 0-1 |     | 2-2 | 2-4 | 1-1 |
| CSD Sacachispas (en)                                       | 1-0 | 1-0 | 2-2 |     | 1-1 | 1-0 |
| Tally Juventud Catolica                                    | 4-0 | 2-0 | 1-1 | 3-0 |     | 1-1 |
| Deportivo Zacapa                                           | 0-0 | 3-1 | 4-1 | 2-0 | 0-0 |     |
| - Victoire à domicile - Match nul - Victoire à l'extérieur |     |     |     |     |     |     |

### Barrages de promotion/relégation
Les troisième, quatrième et cinquième du groupe de relégation affrontent respectivement les quatrième, troisième et deuxième de la Primera División de Guatemala. En cas d'égalité une prolongation et une séance de tirs au but ont éventuellement lieu.
| Club                 | Score         | Club                     | Commentaire |
| Azucareros           | Score inconnu | Deportivo San Pedro (en) |             |
| CSD Sacachispas (en) | Score inconnu | Izabal JC (en)           |             |
| Juventud Escuintleca | Score inconnu | Deportivo Teculután (en) |             |

### Finale
Le CSD Comunicaciones ayant remporté les deux phases de la compétition, la finale n'a pas eu lieu et le club a été sacré champion du Guatemala et participe à ce titre au Campeón de Campeones en début de saison suivante.

## Bilan du tournoi
| Championnat du Guatemala de football 1997-1998 |                         |
| Champion                                       | CSD Comunicaciones      |
| Dauphin                                        | Aurora FC               |
| Coupes et trophées                             |                         |
| Vainqueur Copa AC Delco                        | Deportivo Suchitepéquez |
| Qualifications continentales                   |                         |
| Coupe des coupes 1998 (Phase de qualification) | CSD Municipal           |
| Coupe des coupes 1998 (Phase de qualification) | Deportivo Suchitepéquez |
| Promotions et relégations                      |                         |
| Promus en Liga Nacional de Guatemala           | Deportivo Carchá (en)   |
| Relégués en Primera División de Guatemala      | CD Chimaltenango        |